# Дереза (Пакрац)
Дереза је насељено место у саставу града Пакраца, у западној Славонији, Република Хрватска.

## Становништво
На попису становништва 2011. године, Дереза је имала 13 становника.
| Националност | 1991.        |
| Срби         | 120 (93,75%) |
| Хрвати       | 0            |
| Југословени  | 8 (6,25%)    |
| Укупно       | 128          |